# (38300) 1999 RF90
1999 RF90 (asteroide 38300) é um asteroide da cintura principal. Possui uma excentricidade de 0.07032510 e uma inclinação de 8.85951º.
Este asteroide foi descoberto no dia 7 de setembro de 1999 por LINEAR em Socorro.